# Tampereen Pyrintö (basketbal)
Tampereen Pyrintö is de basketbalafdeling van de omni-sportvereniging Tampereen Pyrintö uit Tampere in Finland.

## Geschiedenis
De basketbalafdeling is opgericht in 1941. De club won haar eerste nationale titel in 2010. Het team speelt in het seizoen 2022-23 in de Korisliiga.
Ook de vrouwenafdeling van de club vergaarde tot nu toe 8 landstitels (recentste in 1986).

## Erelijst
- Finse Landstitel: 3
  - Winnaar: 2010, 2011, 2014

- Finse basketbalbeker: 2
  - Winnaar: 1969, 2013

## Bekende (oud)-spelers
| - Antti Nikkilä - Mikko Koskinen - - Heino Enden - Eric Washington - Damon Williams - B.J. Raymond |